# Христо Цанков-Дерижан
Христо (Хрисан) Цанков – Дерижан е български белетрист, поет, литературен критик, драматург, публицист и театрален деец.

## Биография
Роден е на 24 март (6 април) 1888 г. в Габрово. Учи в Левски и Ямбол, а след това получава гимназиално образование в Стара Загора, Пловдив и София. Учи философия и педагогика в Софийския университет. Редактор е на вестниците „Училищен труд“ в Пловдив, 1906 г. и „Порой“ в София, 1908 г. През 1920 г. работи като артистичен секретар, а от 1920 до 1923 г. е директор на Народния театър. През 1932 – 1934 г. е началник на отделение на труда при Министерство на търговията, промишлеността и труда на България. Главен редактор е на списание „Семейство“ и вестник „Земя“. Редактор е на списание „Театър и опера“. Сътрудничи на списанията „Българска сбирка“, „Просвета“, „Нова балканска трибуна“, „Знание“, „Литературен живот“ и вестниците „Литературен глас“ и „Нива“. Член е на Съюза на българските писатели.
Баща е на режисьора Вили Цанков.
Умира на 23 май 1950 г. в София.

## Творчество
Автор е на стихове, повести, разкази, романи, критика. Превежда стихове от японски поети. Издава юбилейни сборници за Иван Вазов и Кирил Христов.
- „Смях и любов“ (1907)
- „Самодивско изворче“ (детска оперета в 3 картини, либрето, 1912)
- „С кръв и огън. 1912 – 1916“ (стихове, 1917)
- „Мои познайници. Маски и профили“ (критически етюди, 1920)
- „Някъде далече“ (стихове, 1926)
- „Път през планината“ (разкази, 1926)
- „Дяволска броеница“ (разкази, 1935)
- „Предтеча“ (повест, 1935)
- „Малки разкази“ (1937)
- „Светът в сонети“ (стихове, 1938)
- „Аз бягам от една жена“ (роман, 1940)
- „Карнавал. Притчи, параболи, мисли и фрагменти“ (1943)
- „Певецът на селото Цанко Церковски“ (1946)
- „Цирк-театър „Нубийски лъв“ (хумористичен роман за юноши, 1947)[2]